# Autónoe (satélite)
Autónoe  (Αυτονόη griego), o Júpiter XXVIII, es un satélite retrógrado irregular de Júpiter. Fue descubierto por un equipo de astrónomos de la Universidad de Hawái dirigidos por Scott S. Sheppard, en el año 2001, y recibió la designación provisional de S/2001 J 1.
Autónoe tiene unos 4 kilómetros de diámetro, y orbita a Júpiter a una distancia media de 24,264 millones de km en 772,168 días, a una inclinación de 150° con respecto a la eclíptica (151° al ecuador de Júpiter), en una dirección retrógrada y con una excentricidad de 0,369.
Fue nombrada en octubre de 2002 como Autónoe, una de las conquistas de Zeus (Júpiter), y madre de las Cáritas (las Gracias en la mitología romana) según algunos autores.
Pertenece al grupo de Pasífae, compuesto de los satélites irregulares retrógrados de Júpiter con órbitas entre los 23 y 24 millones de km y con una inclinación de alrededor de 165°.